# Los Piojos
Los Piojos es una banda argentina de rock formada a fines del año 1988 en la localidad de Ciudad Jardín Lomas del Palomar, en la zona oeste del Gran Buenos Aires. Está conformada por el vocalista, guitarrista, armonicista y letrista Andrés Ciro Martínez, los guitarristas Daniel Fernández y Juan Manuel Gigena Ábalos, los bateristas Sebastián Cardero y Daniel Buira, el percusionista Facundo Farías Gómez, los tecladistas Miguel de Ipola y Juan Emilio Cucchiarelli y la bajista Luciana Valdés.
La formación original de la banda, antes de su separación en 2009, estaba encabezada por Andrés Ciro Martínez, Gustavo Kupinski, Daniel Fernández, Miguel Ángel Rodríguez y Daniel Buira, con incorporaciones y alejamientos que sucedieron durante el desarrollo de la banda, como los casos de Sebastián “Roger” Cardero, Pablo Guerra, Facundo “Changuito” Farías Gómez, o Miguel “Chucky” De Ipola. De todos los grupos surgidos durante la década de los 90, Los Piojos se erigió como una de los más populares incluso después de su separación, no solo por su poder de convocatoria y las importantes cifras de ventas en sus álbumes, sino también por una discografía de carácter sólido que fue haciéndose cada vez más personal.
Tras un período de formación de cuatro años de presentaciones en vivo por alrededor de Argentina, Los Piojos publicaron su primer álbum de estudio, Chactuchac, en 1992, que incluyeron los sencillos «Tan solo» y «Yira - yira», que se convirtieron en insignias de la banda. Su segundo álbum, Ay ay ay (1994), continuó lanzando en auge su popularidad. Su consagración definitiva se dio con 3er arco (1996), que tuvo su punto comercial más alto, con los sencillos «El farolito» y «Verano del '92», y su aclamación por la crítica, siendo incluido en la lista de los "Los 100 mejores álbumes del rock argentino" según la revista Rolling Stone. A partir de allí Los Piojos empezarían a incorporar elementos de candombe, murga y tango en sus siguientes proyectos, Azul (1998) y Verde paisaje del infierno (2000). La banda retornaría al éxito comercial con sus dos últimas publicaciones, Máquina de sangre (2003) y Civilización (2007), alcanzando su cúspide de convocatoria en recitales, y acabarían separándose el 30 de mayo de 2009 con un espectáculo en el estadio de River Plate ante 65 mil personas.
El 4 de septiembre de 2024, tras 15 años desde su separación en 2009, la banda anunció su regreso con 7 espectáculos que tuvieron lugar el 14, 15, 18, 21 y 22 de diciembre, y 25 y 26 de enero de 2025 en el Estadio Único de La Plata. Dieron el presente en los festivales Cosquín Rock 2025 y Quilmes Rock 2025 y luego comenzaron una gira por Santa Fé, Mendoza y Córdoba, que concluyó con fechas en Parque de la Ciudad y en el Estadio Monumental. Este reencuentro de la banda con su público tuvo cambios en cuanto a su formación, contando con la ausencia del fundador y bajista Miguel Ángel Rodríguez, quien decidió alejarse de la banda por motivos que no decidió revelar, pero que, en sus palabras, se relacionan con “condiciones que no quiso aceptar”. Este fue sustituido por la bajista Luciana Valdés, conocida popularmente como “Luli Bass”. Además, Juan Manuel Gigena Ábalos, integrante de Ciro y Los Persas, hizo honor a Gustavo “Tavo” Kupinski al tomar su lugar tras su fallecimiento el 4 de enero de 2011. 

## Historia

### Los comienzos
El 21 de septiembre de 1986 en el Colegio Bernardino Rivadavia de Ciudad Jardín, Miguel Ángel Rodríguez (Micky), estaba aprendiendo a tocar el bajo. Al costado del patio estaba Daniel Buira, que tocaba la batería y algo de percusión y era compañero de Daniel Fernández, quien tocaba bastante la guitarra. Se juntaron y comenzaron a tocar. De inmediato incorporaron a Miguel Ángel Rodríguez en el bajo, Juan Villagra en guitarra, Diego Chávez en voz y Rosana Obeaga en coros.
Dieron vida a la formación inicial de «Los Piojos», denominación que tomó Daniel "Piti" Fernández de "Los piojos del submundo", una canción de Fabiana Cantilo y los Perros Calientes. Los cuatro eran seguidores de aquella banda y de tanto ir a sus recitales terminaron trabajando como plomos. Sin desanimarse nunca, buscaron fechas para hacer un par de covers de “The Rolling Stones” y hasta un tema propio, “Siempre Bajando”. Actuaron en los escenarios ya desaparecidos de "Caras más Caras" y "Mc. Kartur".
Pero a Villagra le costaba ser de la partida y fue remplazado por Pablo Guerra, que era amigo de Daniel Buira. La organización resultaba difícil porque siempre había alguno que no se comprometía tanto como el otro. Era el caso por entonces de Micky, que desaparecía cada tanto. Entonces Pablo Guerra trató de solucionar el inconveniente y propuso traer a alguien que los sacara del apuro. Así apareció Andrés Ciro Martínez para ser el suplente de Micky en el bajo. Pero duró poco, porque Micky volvió a comprometerse con la banda. Andrés Ciro siguió participando de los ensayos del grupo, pero ahora como músico invitado. Todos sabían que este joven de solo 20 años tenía buena voz, facilidad para componer música y además estudiaba teatro.
Diego Chávez no participaba tanto en los proyectos del grupo y Pablo Guerra sugirió que Andrés Ciro se hiciese cargo de la voz. Todos quedaron convencidos al verlo cantar una versión con armónica y guitarra criolla del “Blues del traje gris”. Ya no había dudas: Andrés Ciro era el cantante y líder que necesitaba la banda. A partir de ese momento empezó una nueva etapa en la vida de Los Piojos.
Ensayaban muchas horas en sus casas de Caseros, El Palomar y Villa Luro. Andrés Ciro no tenía amplificador y enchufaba su micrófono al de las violas de Pablo y Daniel Buira, quien tenía una batería de industria nacional. Durante finales de 1989 y principios de 1990 comienzan sus presentaciones en pequeños escenarios del rock porteño y bonaerense, tales como el Teatro Arlequines, Graf Zeppelin, Ma Baker y La Plaza del Avión (en Ciudad Jardín), donde Ciro cantó por primera vez. En el verano de 1989 fueron a Villa Gesell, tocaron 13 veces en 15 noches a cambio de la comida; eran shows pequeños, y su público estaba formado en su mayoría por familiares y amigos.
Los Piojos dormían en cuartitos de chapa, en camas marineras llenas de pulgas. Pero valió la pena: los vieron casi 100 personas por recital. El repertorio iba de algunas canciones propias ("El blues del gato sarnoso", "Ay qué maravilla") a covers (de los Stones y Lou Reed). En 1990, el grupo resultó elegido banda revelación por Patricio Rey y sus Redonditos de Ricota en la encuesta del "S!" de Clarín. Los Redondos habían presenciado varios de los shows del grupo, e incluso el guitarrista Skay subió a acompañarlos en algunas ocasiones. A esa altura, el público adhería cada vez con mayor fidelidad a la propuesta de Los Piojos. Solían presentarse muy seguido en el Baroqué de Costa Rica y Armenia, en Palermo Viejo.
En 1991 viajaron a Francia, invitados por una organización de los suburbios de París que luchaba contra los Skinheads. Tocaron en el Festival antirracista de Blondie. Los gastos del viaje corrieron por cuenta propia de Los Piojos que debieron pagar cuotas de 160 dólares para financiarlo; tampoco recibieron retribución alguna por tocar. Así lograron compartir el escenario con grupos de Cuba, África, Marruecos, Burkina Faso, Malí, España y Francia. El contacto con Mano Negra fue importante para que la banda comprendiera que en la fusión de estilo estaba su futuro musical.
De regreso a Buenos Aires, el sueño del primer disco comenzaba a rondar por sus cabezas, aunque un nuevo cambio se acercaba en la formación.
Hacia fines de ese año, Pablo Guerra abandonó el grupo por una propuesta de Los Caballeros de la Quema, banda dirigida por Iván Noble, que por entonces parecía tener mejores posibilidades de proyección. Inmediatamente lo reemplazaron por Gustavo Kupinski, quien era guitarrista de Los Sabuesos y conocía a la banda a través de su novia, oriunda de Ciudad Jardín.
Ese adolescente, que por entonces solo tenía 17 años, tocaba la guitarra desde los diez; había formado parte del Club de fanes de The Vétales y pasaba su tiempo escuchando Jazz, Tango y Blues. Con esas características se transformó en una herramienta fundamental para la banda, más aún por su idea de ensamblar estilos musicales. No se puede pasar por alto que en 1992 Los Piojos compartieron un show en Obras Sanitarias con Abejorros y Los Perros Calientes. Poco después hicieron una fecha con B en Babilonia. No fueron muchos los testigos que aguardaron hasta las cinco de la mañana para escuchar el rocanrol de Los Piojos. A toda esta movida vertiginosa se seguía sumando el apoyo por parte de Patricio Rey y sus Redonditos de Ricota.
Fue así como la Negra Poly, mánager de Los Redonditos de Ricota, le recomendó al productor, Gustavo Gauvry, de DBN, que se acercara a ver un show de sus “niños mimados” en el local llamado Boa Vista. Aquella vez, como tantas otras, volvió a subir Skay Beilinson al escenario como para que quedase sellado un padrinazgo absoluto sobre los jóvenes de El Palomar. Gauvry se interesó por ellos y enseguida les ofreció la edición y distribución de Chactuchac, el primer disco, que estuvo en la calle en 1992.
En ese entonces la banda estaba conformada por Andrés Ciro Martínez en voz, armónica y guitarra; Gustavo "Tavo" Kupinski en guitarra y coros; Daniel "Piti" Fernández en guitarra y coros; Miguel Ángel "Micky" Rodríguez en bajo y coros; Daniel Buira en batería y percusión; y Lisa Di Cione en los teclados.

### Primer álbum:Chac Tu Chac
La ilusión de grabar su primer disco ya venía haciéndose carne cada vez más y más. Ya los seguían chicos de varios colegios de Capital. Entre ellos uno de orientación musical, el Esnaola, que tenía entre sus alumnos a Gustavo "Tavo" Kupinski, que tocaba en un grupo llamado Los Sabuesos y conocía a la banda porque su novia era de Ciudad Jardín. Él pasó a reemplazar al guitarrista Pablo Guerra, que finalmente se incorporó a Los Caballeros de la Quema.
La idea para el primer disco fue utilizar todo lo compuesto entre 1988 y 1992, todo lo que hacían en vivo, lo conocido. Fue la primera experiencia en grabaciones de estudio. Y fue en el invierno de 1992, entre junio y agosto, cuando ingresaron por primera vez a un estudio, en Del Cielito Records, gracias al contacto que obtuvieron por Los redondos. En ese corto lapso registraron Chactuchac, su primer disco. Este logró llamar la atención, gracias a su variedad, por un lado "Los Mocosos" y la versión roquera del tango "Yira yira", y por otro las románticas "Tan sólo" y "A veces". Los Piojos trataban de tocar todos los fines de semana.
El año 1993 se caracterizó por la gran cantidad de presentaciones en vivo, incluyendo una gira por el interior que los llevó a Bahía Blanca, Rosario y Mar del Plata. Sus shows también cambiaron. Ya empezaban a colgarse las primeras banderas, los más desaforados invadían el escenario para bailar con Andrés Ciro, las chicas del público se renovaban fecha a fecha y la banda crecía cada vez más.

### Segundo álbum:Ay Ay Ay
Ay ay ay, el segundo disco de la banda, aparece a finales de 1994. Fue el primer trabajo con Alfredo Toth y Adrián Bilbao como guías. Ellos les imprimieron una buena dosis de trabajo, haciéndolos ensayar un mes antes de entrar al estudio. El tema que le da nombre al disco duraba en vivo entre quince y veinte minutos, y no podía grabarse de esa forma.
La formación tampoco era la misma, con la deserción de la tecladista Lisa Di Cione, el quinteto quedó conformado por: Andrés Ciro Martínez en voz y armónica, Gustavo Kupinski en guitarras y coros, Daniel Fernández con la guitarra y en coros, Miguel Ángel Rodríguez en el bajo y en coros y Daniel Buira en la batería y percusión. Este segundo disco de Los Piojos fue dedicado a Diego Armando Maradona. Nacía un amor. Como lanzamiento del disco filman su primer videoclip para el tema «Babilonia». A partir de ahí, tanto el personal estilo del grupo como las interesantes letras de Andrés Ciro Martínez, comienzan a trascender las fronteras y sus temas, a sonar en radios no alternativas. La escenografía en los escenarios, trabajada para cada fecha, ya era costumbre. El color rojo del segundo disco, llenaba los ojos. En una época, los subterráneos de Buenos Aires musicalizaban un spot propio con el tema "Chac tu chac".

### Tercer álbum y consagración
Fue el año 1996 que marcó a Los Piojos para siempre. Reaparecieron con un tercer álbum Tercer Arco que los puso al frente de las ventas y los ojos de todo el mundo del rock. El álbum grabado entre junio y julio, fue el primer disco donde llegaron al estudio a completar temas. Ya empezaban a sufrir el karma del músico: el del contrato musical. "Esquina libertad" y el tango "Gris" se terminaron sobre la hora. El disco fue presentado para la prensa en el Teatro Arpegios. Apenas un par de decenas de periodistas asistieron al evento y se llevaron de regalo uno de los discos más exitosos de los 90. De fondo, mientras los invitados charlaban con los músicos, después de la conferencia de prensa, sonaba el primer corte elegido: "El farolito". Este disco fue disco de oro en pocos días y no tardó en llegar al doble platino. "El farolito", fue cabeza de ranking en varias radios y el videoclip de "Maradó", tema dedicado a Diego Armando Maradona, llegó a los top ten de MTV, posición a la cual también llegó el videoclip de "Verano Del '92".
Lo que las ventas y los comentarios anticipaban, no tardó en confirmarse. Llegaba un nuevo ritmo, a punto de explotar. Eso derivó en los primeros shows en el estadio de Obras para la banda. El momento de Los Piojos había llegado. Luego vinieron dos presentaciones en el Microestadio de Ferro en noviembre y otros tres shows más en Obras al filo del ’97, precisamente en el mes de diciembre. En los shows comenzaba a forjarse esa especie de fiesta que la banda denominó "rituales", y sólo lo entienden los que alguna vez vieron a la banda en directo. Otro acontecimiento llegó a principios de 1997: en julio, dos conciertos a sala llena convocaron a más de 10 000 personas en el Microestadio de Racing Club de Avellaneda. En noviembre, en el microestadio del Parque Sarmiento, se dieron cita más de 7000 fanes dejando claro que la banda está incorporada a las ligas mayores del rock nacional.

### Etapa media: 10 años de trayectoria
Durante este tiempo, apareció Azul, el cuarto disco de la banda, que fue editado a comienzos de 1998. Este trabajo, en el cual profundizan otros ritmos rioplatenses como el candombe y la murga, fue presentado en vivo en el Parque Sarmiento y en el estadio de All Boys.
Después llegó Ritual, el quinto disco de Los Piojos, y el primero en vivo, fue grabado durante los días 7, 8 y 9 de mayo de 1999 en el show que la banda realizó en el Estadio de Obras, conmemorando sus 10 años de trayectoria. Este año lo cerraron con un recital gratuito ante 100.000 personas en la ciudad de La Plata.
Para el año 2000, Los Piojos perdieron a uno de sus integrantes, ya que se produjo el alejamiento definitivo del baterista de la banda Daniel Buira que se retiró después de una pelea con Gustavo Kupinski.[cita requerida] Buira fue reemplazado por Sebastián «Roger» Cardero, la banda se repuso de la pérdida y en los primeros días de julio del año 2000 realizaron la Septrilogía en Obras, donde tocaron varios invitados, como La Renga, Divididos y Viejas Locas.
Luego comenzaron la grabación de Verde paisaje del infierno, el siguiente álbum, que se lanzó el 27 de octubre del 2000 y fue presentado en el estadio de Atlanta, el 16 de diciembre. Luego de una serie de denuncias de vecinos del barrio de Villa Crespo por los ruidos molestos que ocasionaba el show del 20 de octubre del 2001, la banda se tuvo que mudar al estadio de Huracán en donde el cantante de la banda dijo estas palabras:

«Nos quisieron cagar la fiesta, pero a 30.000 personas no se les caga la fiesta. Ahora lo quieren meter preso por haber habilitado geriátricos truchos al mismo que nos cagó la fiesta. Lo bueno de que nos la haya cagado, es que hoy estamos de fiesta».

### Séptimo álbum y primera gira internacional
A finales de 2002 lanzaron Huracanes en luna plateada, con 19 temas registrados en los shows del estadio de Huracán, en el Luna Park, en el Polideportivo de Gimnasia y Esgrima de La Plata, en Rosario, en Neuquén, en Córdoba y en Mendoza.
Todos estos fueron grabados en los rituales de entre los años 2001 y 2002.
En el 2003 fueron el número principal del tercer Festival Cosquín, durante ese mismo año, en Argentina tocaron en Mar del plata, Rosario, Córdoba y el Luna Park, este último a beneficio de las víctimas por las inundaciones en Santa Fe. Luego emprenderían su primera gira internacional por España y grabaron Máquina de sangre, estrenado el día 14 de noviembre. «Fantasma» sería el corte difusión del disco y la canción «Como Alí» alcanzó un éxito importante, sonando en todo el país.
En diciembre tocaron por primera vez en el Estadio de River Plate, ante 70 000 personas donde repasaron durante más de tres horas los temas más importantes de la banda y presentaron los temas del nuevo disco. Los Piojos llegaron a su cúspide de convocatoria: Desbordar un estadio Monumental con su propio público. En el año 2004 comenzaron su año tocando en el patinódromo de Mar del Plata y en el Cosquín Rock, cerrando la cuarta y última noche. Dieron dos shows masivos e históricos en el estadio de Vélez Sarsfield los días 22 y 25 de mayo (la fecha real del segundo recital era el 23 de mayo pero se tuvo que suspender por lluvia), con invitados de la talla de Pappo y Ricardo Mollo; para luego de una mini gira por el interior del país tocar en octubre en el Quilmes Rock en la cancha de Ferro brindando un show impresionante. El 27 de noviembre en el Estadio Único de La Plata congregaron a 55 000 personas dando por terminado un año excelente, pero con aliciente de una operación por parte de Ciro que iba a mantener a la banda por un tiempo alejada de los escenarios.
Durante casi nueve meses donde se rumoreó la separación de la banda y problemas entre el cantante Andrés Ciro y el resto de los músicos lo cual fue negado cuando anunciaron dos shows en Unión de Santa Fe y su presentación en el Pepsi Music.
Cerraron el 2005 con una doble fecha en la cancha de Boca Juniors ante 70 000 personas recordando temas actuales y los hits que marcaron su historia. Además presentaron tres temas del próximo CD (uno de ellos no editado en el CD Civilización, «Llega el tren»", los otros dos fueron «Buenos días Palomar» y «Hoy es hoy»)
En octubre de 2006 sacan su primer DVD, llamado Fantasmas peleándole al viento (Frase de la canción "Cruel"), con una recopilación de lo mejor de las presentaciones en el estadio Alberto J. Armando(2005), en Obras al aire libre (Pepsi Music 2005) y en el Estadio Único La Plata (2004), más una versión de “Cruel” de 1992 en la Facultad de Ciencias Sociales, backstages de la grabación de Máquina de sangre y el video con las jugadas de Diego que siempre ponen cuando tocan «Maradó». En 2005 además recibieron el Premio Konex - Diploma al Mérito como una de las 5 mejores bandas de rock de la década.
En 2006 telonearian a los Rolling Stones en la cancha de River y estos quedarían fascinados por el poder de convocatoria que tenía la banda, ese mismo año tocarían en Mar del Plata y harían una seguidilla de tocadas en el Luna Park.
El 2007 los encontró inaugurando una mini gira por Mendoza (17 de marzo), San Luis (29 de marzo) y Villa María (31 de marzo) antes de volver al estadio de River Plate, en el marco del Quilmes Rock el día 14 de abril acompañado de bandas como Kapanga, El Tri, Ojos de Brujo e Intoxicados. Todo ante la atenta mirada de 50 000 fanáticos.
El día 3 de mayo aparece el segundo DVD del grupo llamado Desde lejos no se ve el cual incluye entre otros temas «El farolito», «Cruel», «Tan solo» y «Como Alí» con imágenes de los shows en los estadios de River Plate (2003), Quilmes Rock (2004) y Vélez Sarsfield (2004).

### GiraCivilización 2007
El 7 de agosto se lanzó a la venta Civilización el noveno disco de Los Piojos. Lo presentaron en la Avenida Corrientes ante miles de personas. Recorrieron Capital Federal con un camión mostrando todo su nuevo material y algunos antiguos temas. Salió desde Corrientes y Callao y terminó en el Obelisco con "Tan Solo".
La presentación oficial del álbum fue en el Polideportivo de Mar del Plata los días 17 y 18 de agosto. Luego, una gira por todo el país, que los llevó por Río Gallegos, Olavarría, Rosario, Córdoba donde se presentaron el 20 de octubre en el Club Atlético General Paz Juniors, La Plata, Bahía Blanca, Neuquén, Río Cuarto, San Miguel de Tucumán, recorriendo todo el interior del país. Despidieron el 2007 en La Plata; este concierto fue grabado por el estudio del Abasto al Pasto, la grabación estuvo a cargo de Alejandro Lista y Patricio Claypole y se utilizaría por la banda posteriormente.
Con un ritual inolvidable para los 35 mil piojosos que allí estuvieron y también para la banda, los problemas con la intendencia de La Plata habían amagado con empañar la velada, pero esto no ocurrió. A pesar de haber tenido que cambiar de escenario en sólo una semana, de que la intendencia no haya cumplido ni una sola de las promesas que había hecho y de que mucha gente se vio perjudicada por la reprogramación, pudo vivirse una fiesta. Fueron casi tres horas de canciones de todos los discos, aunque en rigor haya sido la presentación platense de "Civilización". Como en toda la gira, la puesta en escena fue espectacular y convirtió el recital en un verdadero show, como iba a pasar con sus futuras presentaciones a partir de acá. Hubo invitados: Oscar Righi de Bersuit Vergarabat (en «Llevátelo») y Tucán Bosa de Attaque 77 en varios temas de "Civilización", disco en el que participó en la producción.
"Muchas gracias, buenas noches La Plata. Queremos decirles que hoy estamos acá por respeto a ustedes y porque creó que, al igual que ustedes, amamos esto que son Los Piojos. Y ninguna cuestión política lo va a poder evitar. La decisión de no tocar fue nuestra porque sentimos que no éramos bienvenidos. Recién después que avisamos a los medios aparecieron de la Intendencia. Se nos hizo una cantidad de promesas que no se cumplieron. Muchísimas gracias por todo este amor". Estas fueron las palabras de Ciro antes de comenzar el recital.

### 2008: Entre estadios, Europa y separaciones
El 2008 lo comenzaron en el marco del sol y la playa. Una vez más volvieron para Mar del Plata, y allí miles de personas agitaron al ritmo de los mejores clásicos piojosos. El 10 de febrero volvieron a Córdoba, para cerrar el festival más importante de rock local: el Cosquín Rock.
Fueron nominados a los Premios Gardel 2008 en los rubros “Mejor Álbum Grupo de Rock”; “Mejor Diseño de Portada”, “Mejor DVD”, “Ingeniería de Grabación”, “Canción de Año” (por «Pacífico») y “Álbum del Año”.
El 5 de abril llegaron por tercera vez a River, en el marco del festival Quilmes Rock y tuvo como sorpresa, la invitación de su exbaterista Daniel Buira, quien no tocaba con ellos desde hacía 8 años, tocó con su grupo de murga, La Chilinga, con un estadio repleto.
Luego del show en el Estadio de River, decidieron tocar en el Luna Park, los días 19, 20 y 21 de abril con todas las localidades agotadas. Luego de tocar en el mítico estadio partieron rumbo a las tierras del Viejo Continente, presentaron el disco en España y editaron un CD/DVD recopilatorio exclusivo para Europa.
Los Piojos se presentaron dos veces en España, el 1.º y el 2 de mayo: Primero en el Festival Viña Rock (en Albacete) y al día siguiente en la Sala Assaig de Mallorca. La vuelta a la Argentina los encontró en la provincia de Santa Fe, donde se presentaron en la ciudad de Rosario (Estadio cubierto de Newell's Old Boys) los días 9 y 10 de mayo.
Luego, como solía ser su costumbre, anunciaron 4 fechas en el Estadio Luna Park para el mes de junio, los días 3, 4, 13 y 14, agotando las mismas sin ningún tipo de publicidad más que publicar las fechas en su página oficial. Una vez realizada esta seguidilla de recitales en el mítico escenario de Corrientes y Bouchard, después de 20 años, se produciría el alejamiento del fundador del grupo, Daniel Piti Fernández, en septiembre de 2008, para concretar su proyecto, La Franela. Aunque se habla que había diferencias con Ciro Martínez, por el hecho que había muchas canciones de su autoría que no pudieron entrar a los últimos discos de Los Piojos y por la razón que como Micky (bajista de la banda) puso la voz en la canción "Fijáte", Piti quiso poner su voz en algunas canciones como por ejemplo en "Bicho de ciudad" (canción que también es de su autoría), pero tanto Ciro como algunos productores no dejaron que esto suceda, desembocando en un desgaste que culminaría alejándolo de la banda.
Su reemplazante fue la voz del grupo de reggae Catimbao, Juanchi Bisio, quien debutó como guitarrista en el Willie Dixon, ubicado en la ciudad de Rosario, totalmente repleto de gente. A finales de septiembre, emprendieron un viaje a Europa, para hacer la gira europea, y se presentaron en Alemania, España e Italia.
Luego de una gran repercusión en el Viejo Continente, volvieron a la Argentina, para presentarse, ya en noviembre, en el Quilmes Rock de Rosario (Santa Fe), En el Anfiteatro Cocomarola (Corrientes), en Neuquén y Caleta Olivia.
Luego de hacer los shows en Rosario, Corrientes, Neuquén y Caleta Olivia anunciaron 4 Luna Park, para los días 10, 11, 12 y 18 de diciembre, haciendo récord por ser la banda que mayor veces se presentó en el Luna Park, en tan solo 1 año, hicieron 11 presentaciones en el estadio.

### El final inesperado
Nuevamente el nuevo año los encontró en la ciudad de Mar del Plata, para hacer la primera presentación de sus 20 años, con todas las entradas agotadas. Luego de su presentación en Mar del Plata, partirían hacia Córdoba, para cerrar el Cosquín Rock 2009 y posteriormente tocarían en Chile en el marco del Pepsi Fest. Luego se presentarían en el estadio de River Plate, en el marco del festival Quilmes Rock, el día 4 de abril, ante más de 65.000 personas.
En ese 2009 ya habría murmullos que se escabullían por lo bajo entre el público de que algo no marchaba bien entre los músicos, diferencias que se verían durante el Quilmes rock de ese año arriba del escenario. Los Piojos en su página web, anuncian un "parate por tiempo indefinido", aunque para la prensa y gran parte de la gente, de antemano este sería El último ritual. La noticia se expandió como pólvora, el show estaba previsto para el 14 de mayo en el Club Ciudad de Buenos Aires agotó su capacidad rápidamente y el concierto se mudó al Estadio de River Plate.
La noticia tuvo tal trascendencia que salió en noticieros y diarios de toda la Argentina, no solo publicitando sin permiso el recital sino también informando que esto sería una separación, cosa que a muchos de los fanes molestó, pero todo parecía ser un final.
El 30 de mayo de 2009, el Estadio de River Plate estuvo repleto, con alrededor de 65.000 personas. Parecía que el recital nunca terminaría, hasta que Andrés Ciro, el líder de la banda dijo: "Tenemos que terminar por quejas de la municipalidad". "Finale" fue el último tema que tocaron Los Piojos esa noche.

### Después del final
Andrés Ciro a los meses de la separación fundó Ciro y los Persas. Junto a él, se sumó el teclista Chucky De Ipola, entre otros músicos. 
Desde 2008, tras su alejamiento de la banda, Piti Fernández le dio vida a su banda La Franela. Sebastián Cardero junto a su hermano fundó El Vuelo De La Grulla, y tiempo después se unió a La Franela. Micky Rodríguez junto con un grupo de jóvenes músicos de Córdoba fundó La Que Faltaba.
Tavo Kupinski, junto a su amigo Pablo Guerra (ex guitarrista de Los Piojos), su cuñado Jonhy Cuellas, y el ex percusionista de Los Piojos, Changuito Farías Gómez (esta vez en bajo) formó Revelados a fines del 2009. Luego Kupinski se incorporó como guitarrista al grupo Las Pelotas. El 4 de enero de 2011, el guitarrista sufrió un accidente automovilístico en la ruta cuando viajaba con su familia, por la zona de la localidad de Dolores. Kupinski perdió la vida junto a su esposa y una de sus dos hijas, mientras que su hija menor, Lara, de 4 años, sobrevivió. Luego de la trágica muerte de Tavo, Farías Gómez se sumó como percusionista a La Franela.
En 2018 durante un recital de Los Persas en River, fueron invitados Micky Rodríguez, Dani Buira y Chucky De Ipola. En 2019, durante un show de La Que Faltaba, se repitió este encuentro a medias entre integrantes. En 2022 tanto Micky Rodríguez como Dani Buira tenían en mente juntarse a hacer algo juntos; en ese mismo año, en la ciudad de La Plata, por iniciativa de Esquina Libertad, una banda tributo local que brindó un show en el Teatro Ópera, subieron al escenario como invitados Micky, Dani Buira y Chucky. Estos últimos tres fundaron Ritual 87 en 2023, donde trataron de recuperar la etapa de los '90 de Los Piojos, tanto en la escenografía como en las bases rítmicas originales y haciendo canciones de todos los discos de la banda. Ante esto, la respuesta por parte del público piojoso tanto viejo como nuevo no se hizo esperar, recibiendo de manera fervorosa este nuevo proyecto y creciendo en convocatoria por cada recital con el argumento de los fanáticos que es lo más cercano que hubo a Los Piojos post-separación. Brindaron recitales en Caseros, la Plaza del Avión en Palomar (lugar donde debutaron Los Piojos), Teatro de Flores, Microestadio de Lanús, Neuquén, Santa Fe, Rosario, Córdoba, Mar del Plata, etc.
Luego de que Ritual 87 girara por parte del país, Ciro y los Persas tocaron en el estadio de Vélez, donde para la sorpresa del público piojoso presente y que miraba por internet, subió al escenario Piti Fernández, tocando las canciones "Bicho de Ciudad" y "Pacífico". Tanto este hecho como la aparición de Ritual 87, despertó fuertes rumores de una vuelta de Los Piojos para 2024, rumores que fueron desmentidos por algunos integrantes, pero si comentaron sobre que todavía se debían una charla entre ellos, pero que ya hay un acercamiento importante.

### Nuevo álbum en vivo
El 23 de mayo de 2024 se anunció desde una nueva cuenta oficial de Los Piojos en Instagram, la publicación en forma de álbum el último recital que dio la banda en 2009 bajo el nombre de Ritual Piojoso en el Estadio Monumental. Esto alimentó la fe de los seguidores del grupo ante una presunta vuelta de la banda. Debido a la conmoción que esto generó, Ciro y demás exmiembros comentaron en diversas notas que no se esperaban este revuelo, aunque dejando entrever que no es imposible una vuelta
El 8 de julio del mismo año y a través de una cuenta oficial en YouTube, se lanzó el video oficial de la canción Pacifico, interpretada en ese último recital con material inédito del mismo y a modo de celebración por el día del piojoso que se celebra todos los 8/7.

### Regreso
Desde el 27 al 31 de agosto en las cuentas oficiales de Los Piojos en Instagram y X, se publicaron distintos teasers con diferentes imágenes dándole a entender a los piojosos que se acercaba un anuncio. El 30 de agosto en el show de Ciro y los Persas, Andrés ante los gritos del público pidiendo por Los Piojos declaró: "Pronto habrá señales". El teaser del 31 finalizó con una fecha y hora, el 4 de septiembre y 12:57, que es la hora en donde se estaban publicando los videos. Finalmente, ese día se anunció la vuelta de la banda, qué brindó cinco shows para el 14, 15, 18, 21 y 22 de diciembre, y dos shows para el 25 y 26 de enero de 2025 en el Estadio Único de La Plata. El 20 de septiembre, con el anuncio de la venta de entradas, se confirmó la alineación que formaría parte de la vuelta. Daniel Buira, Sebastián Cardero, quien había tenido un juicio contra la banda post-separación y, la novedad, Juan Manuel Gigena Ábalos, guitarrista de Ciro y Los Persas, quien había realizado una prueba para entrar a la banda post salida de Piti; a estos se le sumaron Ciro, Piti, Chucky de Ipola, Luli Bass, Juan Emilio Cucchiarelli y Changuito Farías Gómez, con la ausencia de Micky Rodriguez, quien decidió no participar del reencuentro. El 27 de septiembre, la banda anunció su participación en el festival Cosquín Rock 2025, el cual se desarrolla todos los años el mes de febrero, en el Aeródromo Santa María de Punilla. Luego, el 27 de noviembre, Los Piojos lanzaron de manera oficial su participación en el festival Quilmes Rock en su edición 2025, que se llevó a cabo el 5, 6, 12 y 13 de abril de 2025 en Tecnópolis.Tras su presentación en Cosquín, Los Piojos sumaron 2 nuevos rituales, el 26 de abril de 2025 en el Hipódromo de Rosario, y el 3 de mayo en el Teatro Frank Romero Day en Mendoza.
Se anunció después una presentación para el 24 de mayo en el Parque de la Ciudad, en donde se dará un cierre a este reencuentro piojoso. Además, postearon el siguiente comunicado: El 24 de mayo cerramos este reencuentro Piojoso. No se preocupen. No pasarán 15 años para vernos de nuevo. Tampoco nos peleamos. Simplemente dijimos desde un principio que esta reunión era por un tiempo. Y hasta que nos volvamos a juntar, nos despedimos el 24/05 en el Parque de la Ciudad de Capital Federal. A pocos días de haber agregado la primera función, y debido a que se agotaron las entradas, la banda decidió agregar una segunda fecha para el 25 de mayo, dándole, esta vez, el cierre a la gira de reencuentro que se inició el 14 de diciembre de 2024 en La Plata.

### Nuevo sencillo tras 17 años
Sin embargo, contrariamente a terminar la gira de reencuentro, el 8 de mayo anunciaron los conciertos para los días 21 y 22 de junio en el estadio de River, mismo escenario en el que se despidieron de su gente el 30 de mayo de 2009, ante más de 65.000 personas y bajo una intensa lluvia. Esta fue la octava y novena vez que la banda se presentó en el mítico escenario capitalino, cerrando un ciclo que empezó a latir con fuerza durante septiembre de 2024. En sus dos presentaciones en River, la banda presentó su nuevo sencillo «Paciencia», la cual surgió en los últimos meses, junto con unos visuales que mostraban la letra.
Sin embargo, lejos de que la chispa piojosa se apague, la banda subió el 1 de julio una foto desde los estudios de grabación, donde todo indica que estarán grabando nuevas canciones para un posible nuevo trabajo de estudio, el primero con material inédito en casi 18 años.

## Arte gráfico e iconografía

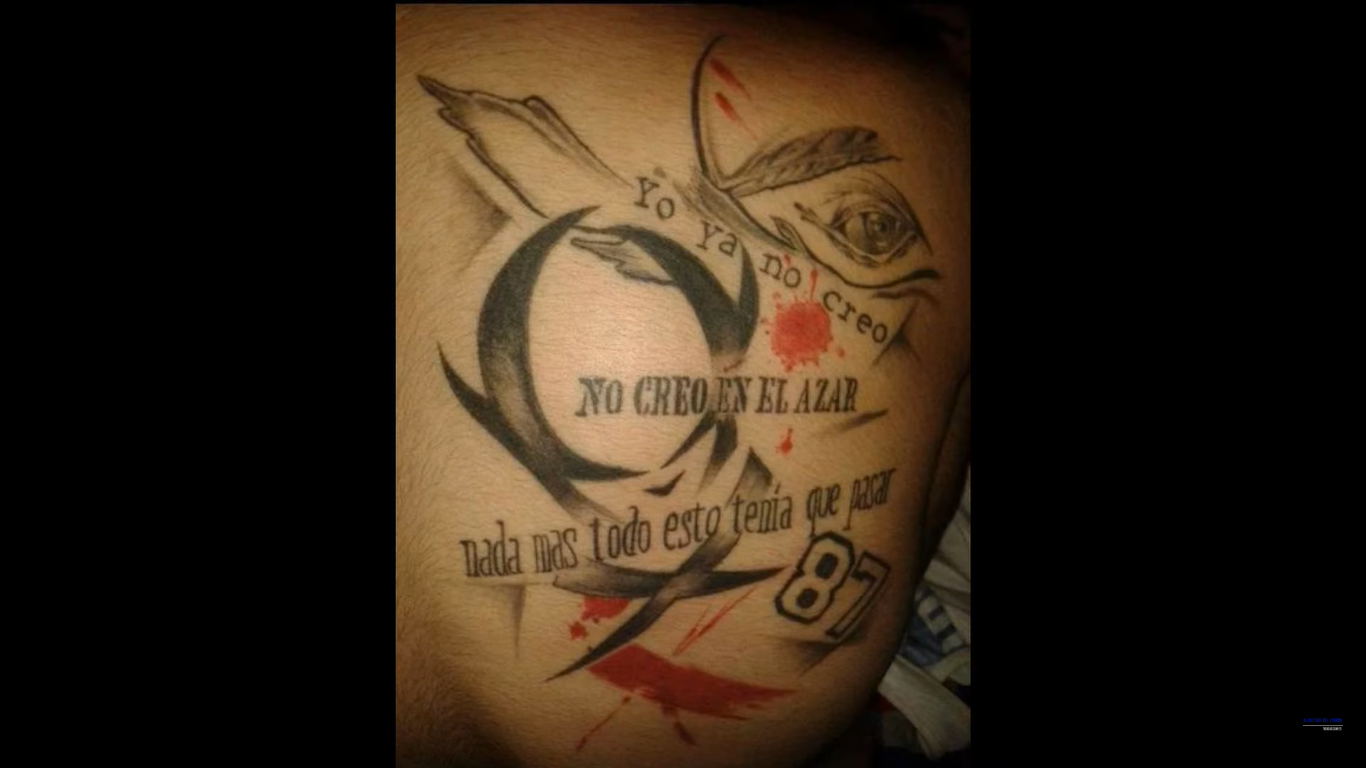
Tatuaje de un fanático de Los Piojos.

El grupo siempre se destacó por complementar sus trabajos con variado arte gráfico. Cada álbum de la banda está representado con un ícono diferente, a los cuales sus seguidores denominan «piojitos». Además suele asociarse a la banda con el número 87, ya que en la tabla de interpretación de sueños de la quiniela argentina, dicho número representa justamente a soñar con piojos. Por el lado del "piojo" fue diseñado por Silvio Squillari, quien también haría en su momento la escenografía de la banda (actualmente trabaja con Ritual 87).
El dibujo del piojo traspaso los límites de la imaginación de muchos jóvenes, creando diseños propios que hasta trasladaron a banderas de equipos de fútbol y tatuajes, siendo Los Piojos, junto a Los Redondos como las bandas con más tatuajes en el público.

## El fenómeno social en la murga y las banderas

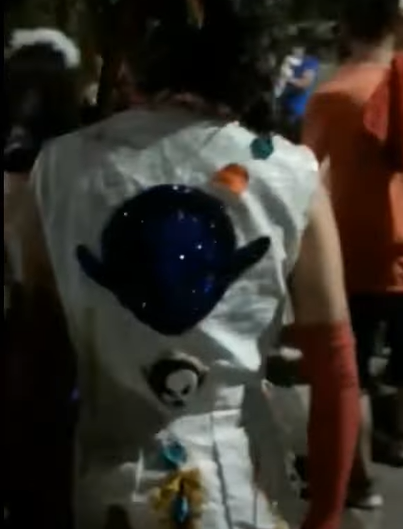
Apliques "piojosos" en una levita murguera.

La banda destacó siempre por fusionar rock con ritmos carnavaleros, cubanos, afro cubanos, candombe, murga, africanos, entre otros. Esto se debió a que Daniel Buira todos los años emprendía viajes y siempre traía un instrumento nuevo, dando el sonido característico de la banda. Luego Alfredo Toth fue quien puso la idea de poner una murga a tocar junto a ellos en la grabación de Tercer Arco. Esta combinación de ritmos fue explosiva en plena década de los '90, que fue acompañada con el fuerte envión que levantó las agrupaciones carnavaleras luego de la recuperación de la democracia en 1983.
Desde finales de los años '90, algunos integrantes de murgas portan el logo de los piojos tanto en sus trajes como también en los bombos y hasta hay murgas que llevan nombres relacionados con la banda como "Los Crotos de Villa Castellino", "Murga muy despacito" y "Ojo al Piojo", entre otras. Se creó un ida y vuelta en el público que por el lado de los "piojosos", se acercaron a la murga y viceversa por los integrantes de las murgas que se acercaron a la banda. Se volvió común que en algunas canciones en vivo de la banda se abrieran rondas y la gente bailara murga en el medio.
Por el lado de las banderas, surgió de la mano de la explosión masiva de la cultura del aguante en Argentina. Si bien la primera banda cuyo público llevó "trapos" fueron Los Redondos y muchos fanáticos de otras bandas de rock barrial de esa época también eran asiduos en llevar banderas, el público piojoso por una razón sociológica que todavía no puede determinarse, triplicó la presencia de banderas en los "rituales", a finales de los '90. Esto le dio a Los Piojos con un distintivo propio, como la banda que más banderas llevaba por parte de su público en el país. Muchos de estas banderas que llevaban los fanáticos a los "rituales" contenían dibujos del piojo, alusiones a barrios, equipos de fútbol, frases de canciones, etc.

## Giras
| #  | Título de la gira                       | Álbum promocionado         | Años de duración                            |
| -- | --------------------------------------- | -------------------------- | ------------------------------------------- |
| 1. | Gira Chactuchac                         | Chactuchac                 | 24/10/1992-25/12/1993                       |
| 2. | Gira Presentación Ay Ay Ay              | Ay Ay Ay                   | 17/12/1994-12/12/1995 22/03/1996-23/08/1996 |
| 3. | Tour 3er Arco                           | 3er Arco                   | 28/09/1996-15/11/1997                       |
| 4. | Gira Azulada                            | Azul                       | 05/05/1998-30/12/1999                       |
| 5. | Verde Paisaje Tour                      | Verde Paisaje del Infierno | 16/12/2000-10/11/2002                       |
| 6. | Máquina de sangre World Tour            | Máquina de Sangre          | 20/12/2003-27/11/2004                       |
| 7. | Gira Civilización 2007-08               | Civilización               | 07/08/2007-18/12/2008                       |
| 8. | Los Piojos: El Reencuentro Más Esperado | N/A                        | 14/12/2024-22/06/2025                       |

### Giras con más shows
- Verde Paisaje Tour (16/12/2000-10/11/2002): 54 shows
- Máquina de sangre World Tour (20/12/2003-27/11/2004): 49 shows
- Gira Presentación Ay Ay Ay (12/03/1994-23/08/1996): 48 shows
- Tour 3er Arco (28/09/1996-15/11/1997): 47 shows
- Gira Civilización 2007-08 (07/08/2007-18/12/2008): 37 shows
- Gira Azulada (05/05/1998-18/12/1999): 27 shows
- Los Piojos: El Reencuentro Más Esperado (14/12/2024-22/06/2025): 16 shows
- Gira Chactuchac (24/10/1992-25/12/1993): 13 shows

## Miembros

### Miembros actuales
- Andrés Ciro Martínez - Voz, armónica y guitarra (1989-2009; 2024-presente).
- Daniel Fernández - Guitarra (1988-2008; 2024-presente).
- Sebastián Cardero - Batería (2000-2009; 2024-presente).
- Facundo Farías Gómez - Percusión (2000-2009; 2024-presente).
- Miguel de Ipola - Teclados (2006-2009; 2024-presente).
- Daniel Buira - Batería (1988-1999; 2024-presente).
- Juan Manuel Gigena Ábalos - Guitarra (2024-presente).
- Luciana Valdés - Bajo (2024-presente).
- Juan Emilio Cucchiarelli - Teclados (2024-presente).

### Miembros anteriores
- Gustavo Kupinski † - Guitarra (1991-2009).
- Miguel Ángel Rodríguez - Bajo (1988-2009).
- Pablo Guerra - Guitarra (1989-1991).
- Juan Ignacio Bisio - Guitarra (2008-2009).
- Lisa Di Cione - Teclados (1988-1993).
- Diego Chávez - Voz (1988).
- Juan Villagra - Guitarra (1988).
- Rosana Obeaga - Coros (1988).

### Línea de tiempo
También, el guitarrista Rodrigo Pérez forma parte de la banda en prácticamente todas sus presentaciones desde la vuelta en 2024, mientras que el baterista Julián "Lulo" Isod, lo hizo ocasionalmente. Ambos son integrantes de Ciro y los Persas.

## Discografía

### Estudio
- Chactuchac (1992)
- Ay ay ay (1994)
- 3er arco (1996)
- Azul (1998)
- Verde paisaje del infierno (2000)
- Máquina de sangre (2003)
- Civilización (2007)

### En vivo
- Ritual (1999)
- Huracanes en luna plateada (2002)
- Ritual Piojoso (2024)

Los primeros cuatro discos (Chactuchac, Ay ay ay, 3er arco, y Azul) fueron remasterizados y relanzados en 2007 con diseños nuevos en la carátula e interior de los mismos.

### Álbumes recopilatorios para el exterior
| Lanzamiento | Título                                  | País de venta             | Sello discográfico |
| 2002        | 1989-2002                               | Bandera de Estados Unidos | El Farolito Discos |
| 2008        | Los Piojos: Edición Limitada (CD + DVD) | Bandera de España         | El Farolito Discos |

## Videografía

### DVD
| Lanzamiento | Título                         | Casa discográfica  |
| 2006        | Fantasmas peleándole al viento | El Farolito Discos |
| 2007        | Desde lejos no se ve           | El Farolito Discos |

### Documentales
- Que sea rock (2006) de Sebastián Schindel.

### Videoclips
| Año  | Videoclip                                           | Director                       |
| ---- | --------------------------------------------------- | ------------------------------ |
| 1994 | «Babilonia»                                         | -                              |
| 1994 | «Pistolas» (en vivo)                                | -                              |
| 1996 | «Verano del '92»                                    | Alejandro Hartmann Alejo Taube |
| 1996 | «Maradó»                                            | Hans Bonato                    |
| 1998 | «El Balneario de los Doctores Crotos»               | Alberto Cortez                 |
| 1998 | «Desde Lejos No Se Ve»                              | Silvia Lamas                   |
| 1999 | «Ando Ganas (Llora Llora) (en vivo)                 | Fidel Carpo                    |
| 1999 | «Tan Solo» (en vivo)                                | Alberto Cortez Alejandro Rall  |
| 2001 | «Ruleta»                                            | Ricardo Padula                 |
| 2002 | «Pensar en Nada» (en vivo) (con León Gieco y Pappo) | Alberto Cortez                 |
| 2003 | «Genius» (en vivo)                                  | Alberto Cortez                 |
| 2003 | «Sudestada»                                         | Nahuel Lerena                  |
| 2003 | «Como Alí»                                          | Nahuel Lerena                  |
| 2004 | «Amor de Perros»                                    | Alberto Cortez                 |
| 2006 | «Fantasma» (en vivo)                                | Alberto Cortez                 |
| 2007 | «Difícil»                                           | -                              |
| 2007 | «Pacífico»                                          | Facundo Españon Bernardo Greco |
| 2008 | «Bicho de Ciudad»                                   | Rodrigo Espina                 |
| 2008 | «Hoy es Hoy»                                        | -                              |

### No estrenados
| Año  | Videoclip   |
| ---- | ----------- |
| 2008 | «Unbekannt» |

- Tras el paso de la banda por Alemania a mediados de 2008, en una de sus crónicas para la página web oficial de la misma, comentaron al público que filmarían un video musical en ese país, este sería «Unbekannt» (traducido del alemán al español quiere decir «Desconocido»). Este nunca logró estrenarse. Tampoco se sabe con certeza si llegó a filmarse.

## Libros biográficos
Existen dos libros biográficos no autorizados por la banda.
El primero, llamado Emborrachar mi corazón: La historia de Los Piojos, salió a la venta en el año 2004. Su autor es Alejandro Gorst y su editorial GR Producciones.
El segundo se llama Los Piojos: Del submundo a la gloria, y salió a la venta en el año 2014. Su autor es Leonel Tueso.
Además de estas dos biografías no autorizadas, aparecen nombrados en varios capítulos del libro Por la vereda del rock, de Bebe Contepomi; el cual salió a la venta en el año 2008 y su editorial es Ediciones B.
Recientemente, en julio del 2022, acaba de publicarse el libro Los Piojos. Una historia documentada. Parte 1: Origen, consolidación y masividad (1989 - 1997), realizado por el historiador Jorge Núñez, investigador del Conicet y docente en la Universidad de Buenos Aires. Esta obra cuenta con un vasto trabajo de fuentes: suplementos de rock (casi un millar), revistas de rock, prensa nacional y provincial, un informe de inteligencia de la policía bonaerense sobre Los Piojos y otros interesantes aportes. Se prevé la realización de la parte 2 que abordará el período 1998-2003.